# Mycalesis radza
Mycalesis radza is een vlinder uit de onderfamilie Satyrinae van de familie Nymphalidae. De wetenschappelijke naam van de soort is in 1877 voor het eerst geldig gepubliceerd door Frederic Moore.